# Ri Myong-sam

Ri Myong-sam (nació el 6 de mayo de 1974) es un norcoreano que juega en la selección de Fútbol de Corea del Norte.
- Datos: Q2148477